# Municipio de Penn (condado de Johnson)
El municipio de Penn (en inglés: Penn Township) es un municipio ubicado en el condado de Johnson en el estado estadounidense de Iowa. En el año 2010 tenía una población de 23549 habitantes y una densidad poblacional de 395,27 personas por km².

## Geografía
El municipio de Penn se encuentra ubicado en las coordenadas 41°44′35″N 91°34′46″O / 41.74306, -91.57944. Según la Oficina del Censo de los Estados Unidos, el municipio tiene una superficie total de 59.58 km², de la cual 55.02 km² corresponden a tierra firme y (7.65%) 4.56 km² es agua.

## Demografía
Según el censo de 2010, había 23549 personas residiendo en el municipio de Penn. La densidad de población era de 395,27 hab./km². De los 23549 habitantes, el municipio de Penn estaba compuesto por el 87.66% blancos, el 4.47% eran afroamericanos, el 0.16% eran amerindios, el 4.67% eran asiáticos, el 0.03% eran isleños del Pacífico, el 0.83% eran de otras razas y el 2.18% pertenecían a dos o más razas. Del total de la población el 3.11% eran hispanos o latinos de cualquier raza.